# ソウニッ
ソウニッ（ビルマ語: စောနစ်、1276年 - 1325年、在位：1299年 - 1312年）は、パガン王朝の第13代の国王。第12代国王チョウスワーの子。ツオウニとも表記される。

## 生涯
チョウスワーが16歳の時にもうけた子である。
13世紀末のパガン宮廷で最も強勢であったアサンカヤー、ヤーザティンジャン、ティハトゥのシャン族3兄弟のミンザイン王国によって、1299年頃にチョウスワーに代わるパガン王に擁立される。ソウニッ在位中のパガンは過剰な灌漑、乱伐などによって土地の生産力が低下し、食料の供給が困難となり人口の流出が問題となっていた。1312年に祖母である皇太后ソウと共に王家に伝わる金帯と金盆をティハトゥに贈り、王権の譲渡を表明した。ピンヤ朝建国後は地方城主（ミョウ・ザー）としてパガンを統治し、ティハトゥがパゴダを建立した際には彼と共に功徳を分かち合った。
彼の死後は子のオウサナー2世（1369年没）がミョウ・ザーの地位を継いでパガンを治めるが、オウサナー2世の死後アノーヤターの血統はアヴァ王朝に連なる女系を除いて断絶した。